# Ipsos
Ipsos Group — международная маркетингово-исследовательская компания. Основана в 1975 году 
Дидье Трюшо. Штаб-квартира компании расположена в XIII округе Парижа.

## История
Изначально компания была ориентирована на предоставление услуг различным маркетинговым и медиа-компаниям, в частности, на измерение успешности их кампаний с помощью новаторских для Франции методов. К примеру, в 1977 году был разработан Baromètre d’Affichage (BAF, «барометр объявлений»), позволявший проанализировать эффективность рекламных щитов. За ним в 1979 году последовал инструмент France des Cadres Actifs (FC), использовавшийся для анализа читательских предпочтений французских бизнесменов.
Несмотря на успех, прибыль компании оставалась небольшой вплоть до прихода в 1982 году Жан-Марка Леха (Jean-Marc Lech). Он и Трюшо стали сопредседателями компании. С появлением Леха Ipsos добавила в сферу деятельности исследования общественного мнения. К концу 1980-х годов Ipsos становится пятой по величине компанией во Франции по исследованию масс-медиа.
В 1990-х годах Ipsos расширила деятельность, главным образом за счёт приобретений в Испании, Италии, Германии, Великобритании и Центральной Европе, особенно в Венгрии. В 1992 году для финансирования поглощений Ipsos привлекла частных инвесторов. Первым новым акционером стала компания Baring Private Equity, однако Трюшо и Лех сохранили за собой контрольный пакет акций.
Став к середине 1990-х годов одной из самых крупных исследовательских компаний в Европе, Ipsos начала выход на мировой рынок. После продажи 40 % компании группе Artemis Group, возглавляемой Франсуа Пино, и инвестиционному фонду Amstar, возглавляемому Уолтером Батлером, Ipsos приобрела новых инвестиционных партнёров. С приобретением Novaction в 1997 году Ipsos вышла на южноамериканский рынок, а с покупкой ASI Market Research в 1998 году — на североамериканский.
В 1999 году компания разместила акции на Парижской фондовой бирже. Artemis и Amstar с прибылью продали свои доли, а Ipsos получила средства, чтобы продолжить мировую экспансию. Также в 1999 году Ipsos в партнёрстве с Media Matrix участвовала в создании платформы MMXI Europe, занимающейся исследованиями аудитории интернета. Компания также получила контроль над четырьмя дочерними компаниями NFO Worldwide, специализирующимися на подборе тестовых групп для опросов. В конце 1999 года был открыт офис в Гонконге. Крупнейшим приобретением 2000 года стала канадская компания Angus Reid, переименованная в Ipsos-Reid.
В 2011 году Ipsos приобрела у Aegis Group подразделение Synovate.
В октябре 2018 года Ipsos объявила, что приобрела Synthesio, платформу по анализу социальных сетей.

## Собственники и руководство
С 1 июля 1999 года акции Ipsos котируются на Парижской фондовой бирже. Крупнейшим акционером является Дидье Трюшо (11,4 % акций); другими крупными акционерами являются Bpifrance (5,76 %) и Mawer Investment Management (5,57 %).
- Дидье Трюшо (Didier Truchot, род. 30 ноября 1946 года) — основатель и председатель совета директоров, генеральный директор с 1988 по 2021 года.
- Бен Пейдж (Ben Page, род. 9 января 1965 года) — генеральный директор с сентября 2021 года, в компании с 2005 года.

## Деятельность
Ipsos специализируется на медиаисследованиях, маркетинговых исследованиях, социологических опросах, а также на организации взаимоотношений с клиентами и сотрудниками. Услуги включают анализ аудитории средств массовой информации, оценку популярности брендов и репутации корпораций, помощь в разработке маркетинговой стратегии. Платформа Ipsos Synthesio занимается анализом материалов в социальных сетях, запросов в поисковых системах и опросах для составления профилей рынков и потребителей. У Ipsos около 5 тысяч клиентов, включая региональные и международные компании и организации.
Выручка компании за 2023 год составила 2,39 млрд евро, её распределение по регионам: Европа, Ближний Восток и Африка — 43 %, Америка — 40 %, Азиатско-Тихоокеанский регион — 17 %.

### Топ-10 компаний в секторе исследования рынка в 2019 г.
| Место | Компания        | Выручка за 2018 г. (млрд долл.) |
| ----- | --------------- | ------------------------------- |
| 1     | Nielsen Company | 6,515                           |
| 2     | IQVIA           | 3,904                           |
| 3     | Gartner         | 3,516                           |
| 4     | Kantar Group    | 3,449                           |
| 5     | Ipsos           | 2,067                           |
| 6     | GfK             | 1,616                           |
| 7     | IRI             | 1,200                           |
| 8     | Dynata          | 0,509                           |
| 9     | Westat          | 0,506                           |
| 10    | Intage          | 0,489                           |

Источник: ESOMAR Global Market Research Report 2019

## Дочерние компании
Ipsos SA является листинговой компанией группы Ipsos. Деятельность осуществляется через дочерние компании, основными из них по состоянию на 2023 год были:
- Ipsos Insight LLC (США)
- Ipsos Mori UK Ltd. (Великобритания)
- Ipsos China Consulting Co. Ltd. (КНР)
- Ipsos (France) SAS (Франция)
- Ipsos (Market Research) Ltd. (Великобритания)
- Ipsos GmbH (Германия)
- Ipsos Public Affairs, LLC (США)